# Papaver ambiguum
Papaver ambiguum är en vallmoväxtart som beskrevs av Mikhail Grigoríevič Popov. Papaver ambiguum ingår i släktet vallmor, och familjen vallmoväxter. Inga underarter finns listade i Catalogue of Life.